# سلستين كيتشا كورتيز
سيلستين كيتشا كورتيز (بالفرنسية: Selestine Ketcha Courtès)‏ من مواليد 13 تشرين الأول/أكتوبر 1964، هي سياسية كاميرونية تشغلُ منصب عمدة منطقة نائية في الكاميرون هذا فضلا عن شغلها لمنصب رئيسة شبكة النساء للمنتخبات المحلية في إفريقيا.

## النشأة والتعليم
ولدت كورتيز في 13 تشرين الأول/أكتوبر 1964 في ماروا المنطقة الشمالية من الكاميرون. شغل والدها السياسي منصبَ رئيس منطقة بانغانغاتي (بالفرنسية: Bangangté)‏ من عام 1912 إلى عام 1943. تُوفي عمّها عندما بلغت الرابعة عشر سنة. من أجل الهروب من الزواج المبكر؛ رتّبَ جدها الملك فرانسواز نجيكي (بالفرنسية: Franćois Njiki)‏ انتقالها إلى المدرسة الثانوية في فومبان قبل أن تعود إلى المدرسة الثانوية في مانينغوبا لإكمال دراستها. حصلت في وقت لاحق على دبلوم التعليم العالي في التجارة كما نالت دبلوم الدراسات العليا في التجارة والاقتصاد من كلية الاقتصاد في دوالا. حصلت في وقتٍ ما على الجنسية الفرنسية وقد جلبَ لها ازدواجية الجنسية هذه انتقادات من خصومها السياسيين.

## المسيرة المهنية
عملت كورتيز في مجال المبيعات والتسويق التنفيذي في أحدِ الشركات الكاميرونية. انضمت إلى الحركة الديمقراطية للشعب الكاميروني بسبب إعجابها بالرئيس بول بيا ثم أصبحت في وقت لاحق رئيسة المنظمة النسائية OFRDPC. تم انتخاب كورتيز في منصب عمدة بلدية بونغانغتي في عام 2007، كما شغلت منصب نائب رئيس الرابطة البلدية للمساعدة والتنمية ورئيسة مجموعات العمل الكاميرونية. عملت كورتيز على إنشاء عددٍ من الأعمال تجارية في الكاميرون لعلّ أبرزها شركة «ملكة السمك» التي سعت إلى كسر الاحتكار من شركة كونغلكام. عقبَ وفاة والدتها؛ عملت كورتيز على إنشاء مؤسسة خيرية لمساعدة الفقراء المحتاجين للعلاج. بحلول يونيو/حزيران من عام 2014؛ نالت كورتيز جائزة الأمم المتحدة للخدمات العامة في حفل أقيم في سيول وذلك اعترافًا بعملها الإنساني خاصة في المشروع الذي يهدف إلى توفير المياه الصالحة للشرب إلى جميع سكان بونغونغاتي تلبية للأهداف الإنمائية للألفية.
رُفعت ضدّ كورتيز في يوليو 2011 دعوى قضائية من ابن عمها وهو أحد المساهمين في شركة مماثلة زاعمًا ارتكابها لمخالفات في عملها. حُكم عليها بالسجن لمدة سنة واحدة بعد أن ثبتت عليها تهمة التزوير والاعتداء على الأصول الاجتماعية والقروض. حُكم عليها كذلك بدفع غرامة قدرها 15 مليون فرنك وسط أفريقي. أيّدت محكمة الاستئناف يوم 8 كانون الثاني/يناير 2015 قرار المحكمة الجزئية لكنها خفضت العقوبة إلى 167,100 فرنك وسط أفريقي وتسعة أشهر من الاحتجاز.

## الجوائز والأوسمة
- وسام فارس الوطنية في الرياضة (هي واحدة من اثنين فقط من النساء اللاتي حصلنّ على هذه الجائزة جنبا إلى جنب مع فرانسواز مبانغو)
- وسام الشجاعة عام 2015
- جائزة الأمم المتحدة للخدمة العامة لعام 2014

## الحياة الشخصية
سلستين كورتيز متزوجة ولديها ابنتان. تتحدث اللغات الفرنسية، الإنجليزية والألمانية بطلاقة.